# 10293 Pribina
10293 Pribina è un asteroide della fascia principale. Scoperto nel 1986, presenta un'orbita caratterizzata da un semiasse maggiore pari a 3,0050804 UA e da un'eccentricità di 0,0693953, inclinata di 8,94969° rispetto all'eclittica.
L'asteroide è dedicato a Pribina, principe slavo del IX secolo che riunì le tribù slave in un principato nell'odierna Slovacchia.